# Sulcophanaeus batesi
Sulcophanaeus batesi е вид бръмбар от семейство Листороги бръмбари (Scarabaeidae). Видът не е застрашен от изчезване.

## Разпространение
Разпространен е в Аржентина (Катамарка, Ла Риоха, Салта, Сан Салвадор де Хухуй, Сантяго дел Естеро и Тукуман) и Боливия.